# PackageKit

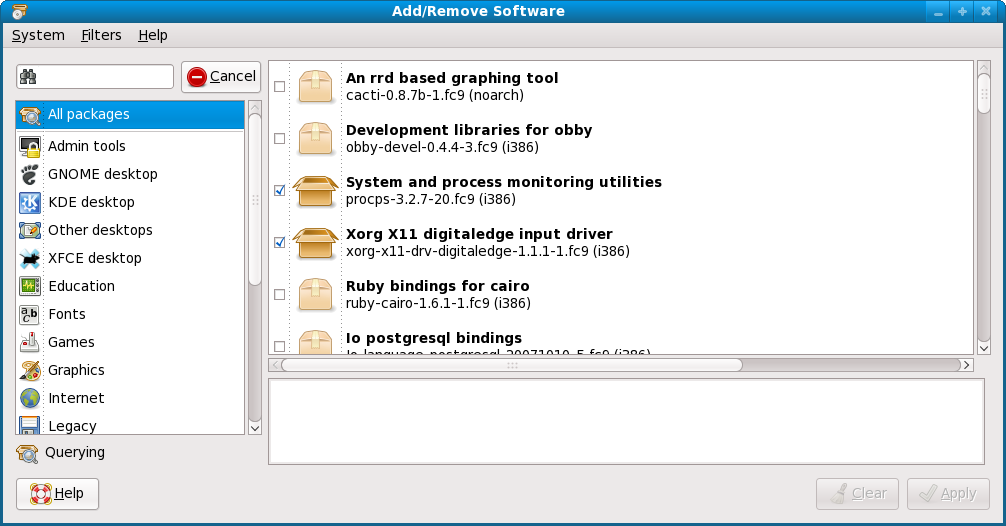
PackageKit onder een GNOME-omgeving

PackageKit is een GTK+ frontend voor een package manager. PackageKit is primair bedoeld voor GNOME, een van de grafische gebruikersomgevingen voor Linux. De KDE-versie van PackageKit heette aanvankelijk KPackageKit maar is later omgedoopt tot Apper.
PackageKit wordt onder meer gebruikt als RPM Package Manager van Fedora en van Fedora afgeleide Linuxdistributies. PackageKit is een package manager die geconfigureerd kan worden om elk willekeurig softwaresysteem te beheren. Er zijn ook configuraties beschikbaar voor onder andere Debian, Ubuntu, openSUSE en Mandriva.